# علم أحياء المياه العذبة
علم أحياء المياه العذبة (بالإنجليزية: Freshwater biology)‏ هو فرع من فروع علم المياه العذبة يَهتم بدراسة النظام الإيكولوجي للمياه العذبة دراسة علمية بيولوجية، وذلك بفهم العلاقة بين الكائنات الحية في المياه العذبة والبيئة الكيميائية والفيزيائية المحيطة بها، فالعمليات الصناعية مثل تنقية المياه ومعالجة مياه الصرف الصحي تتم إاستخدام ضوابط بيولوجية.
تُعد الولايات المتحدة أول منطقة تهتم بهذا العلم حيث أنشأت جمعية بيولوجية للمياه العذبة في كومبريا.

## اقرأ أيضًا
- السموم المائية